# Gehl

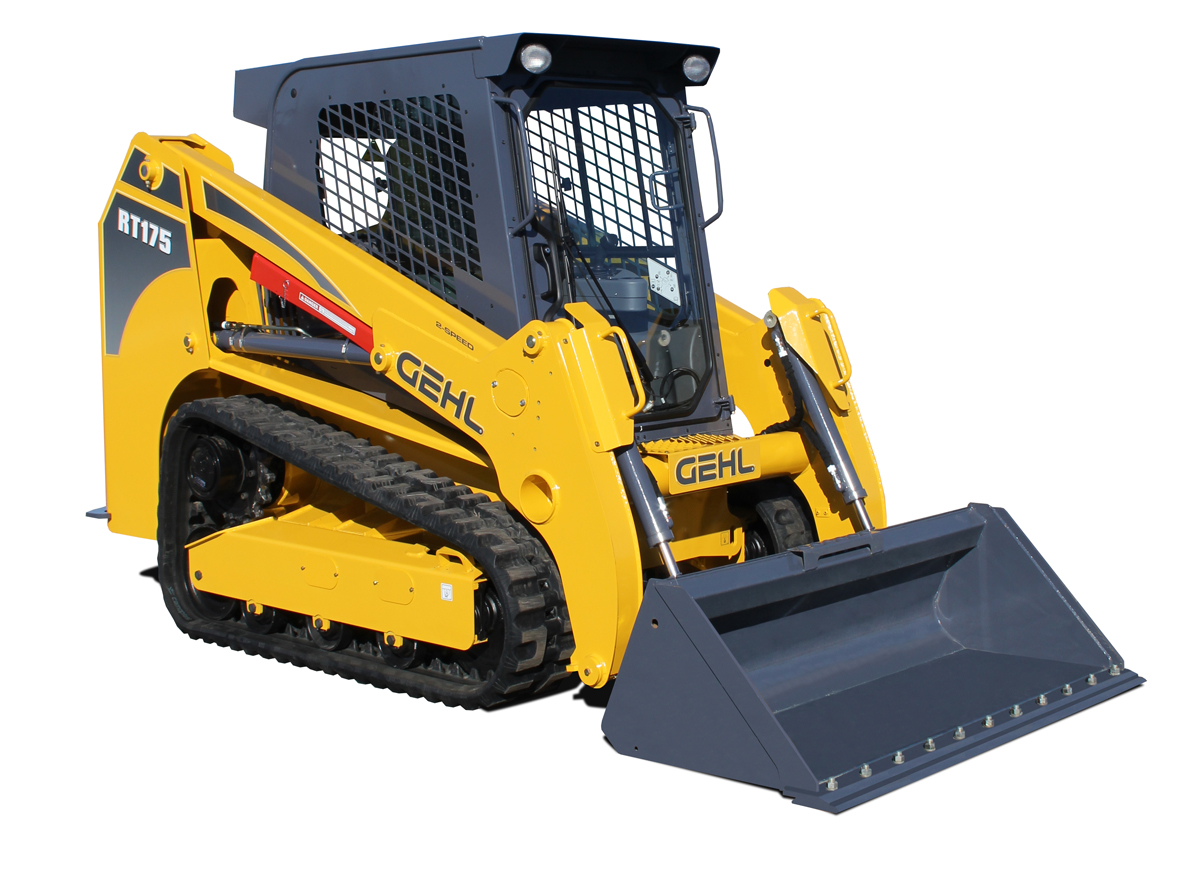
smykem řízený nakladač pásový Gehl RT175, alternativa ke kolové verzi

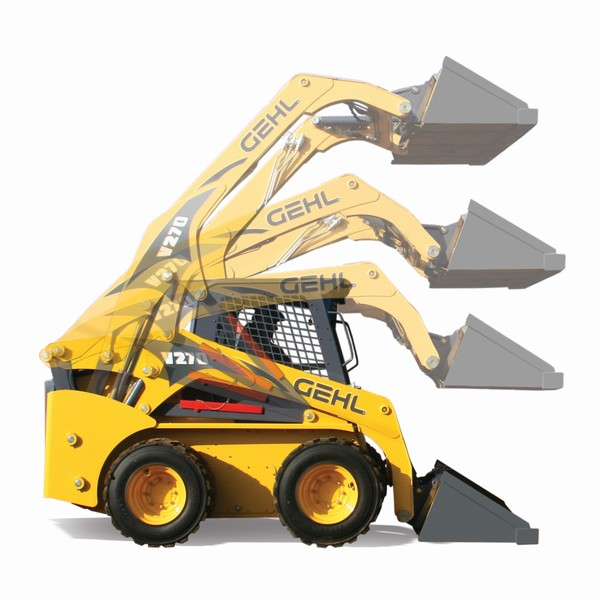
smykem řízený nakladač Gehl V270, verze s vertikálním zdvihem umožňuje efektivnější nakládku

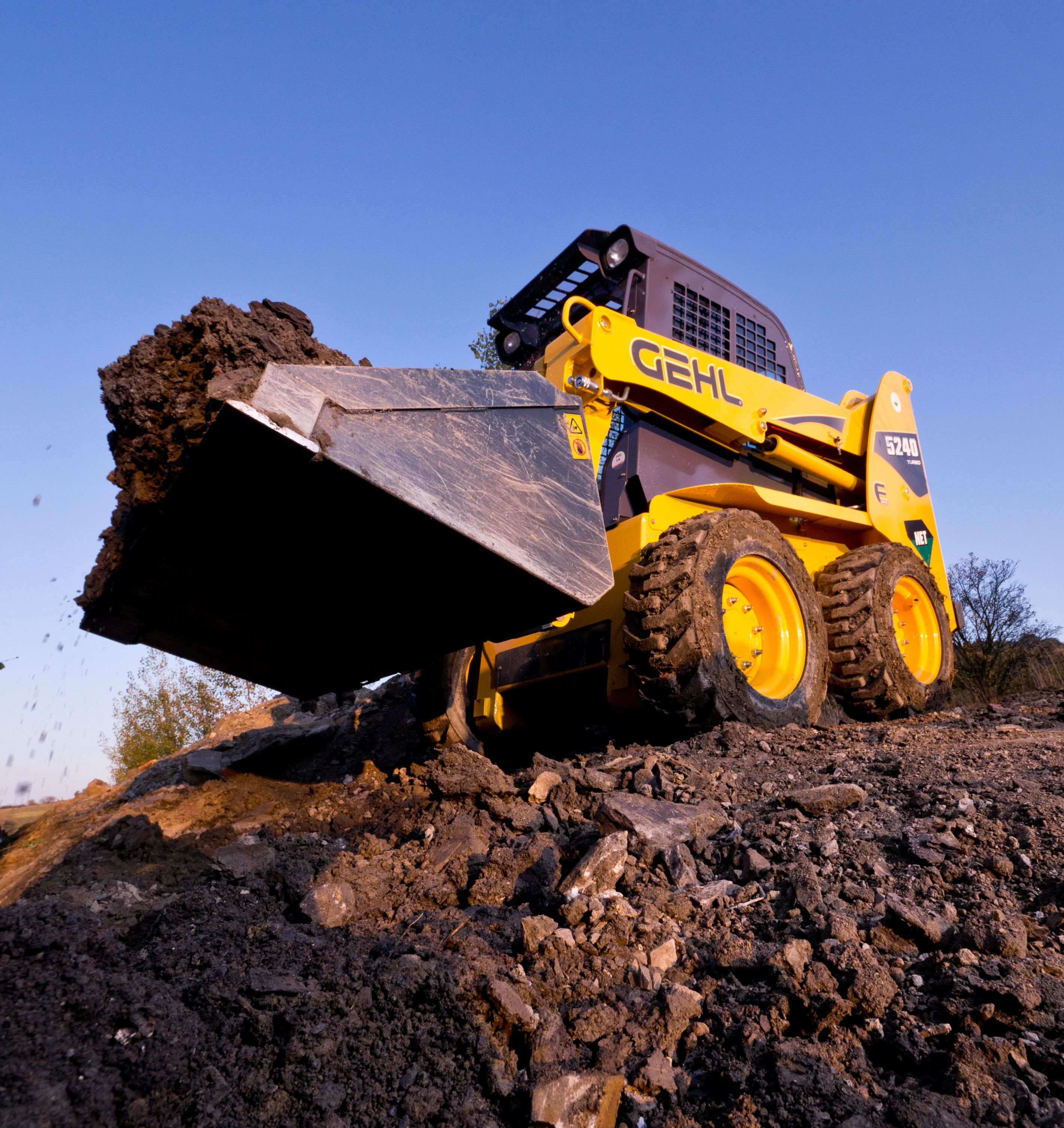
Smykem řízený nakladač GEHL 5240 v terénu

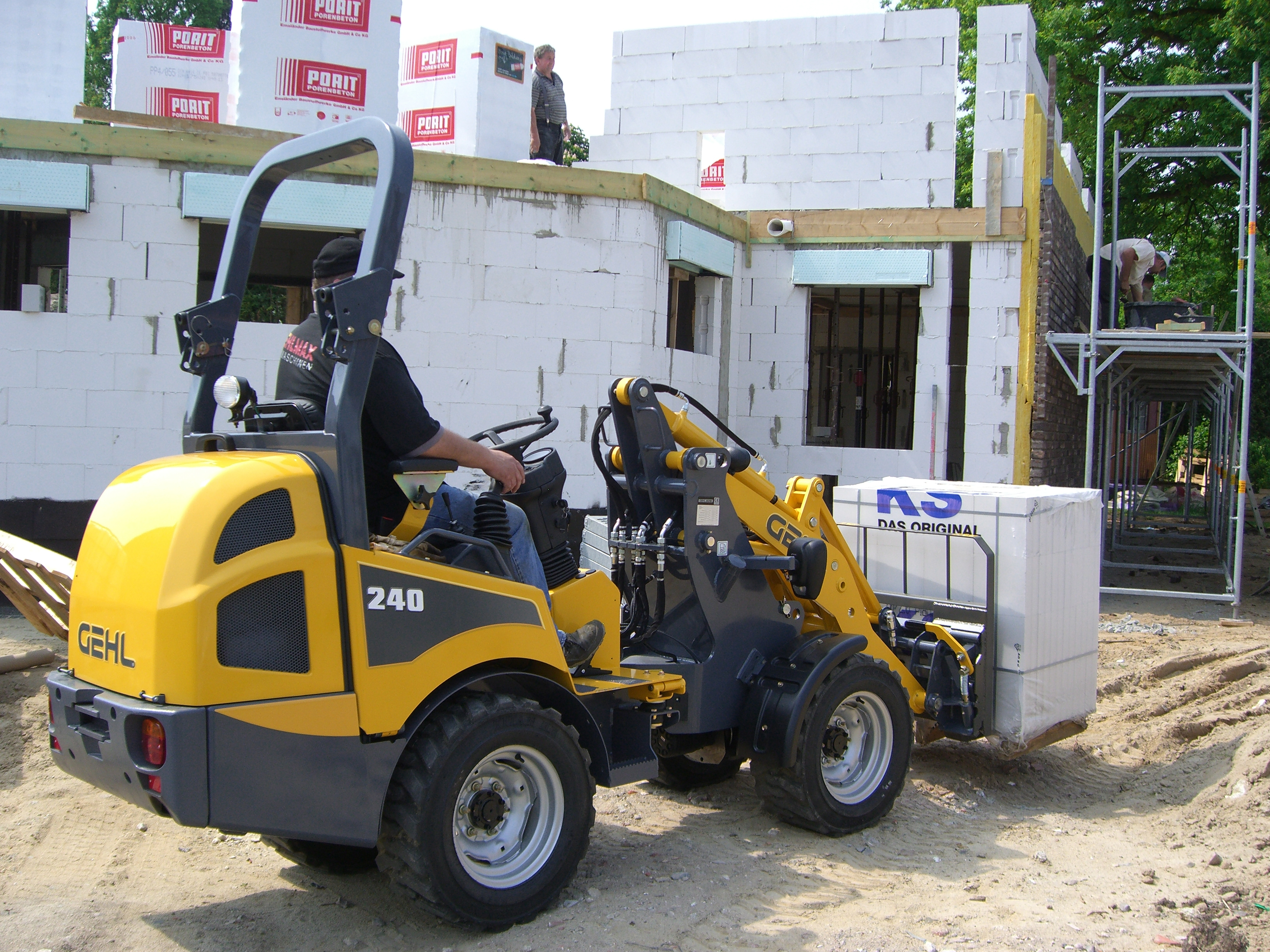
Kloubový nakladač GEHL AL 240, univerzální stroj pro stavebnictví a zemědělství

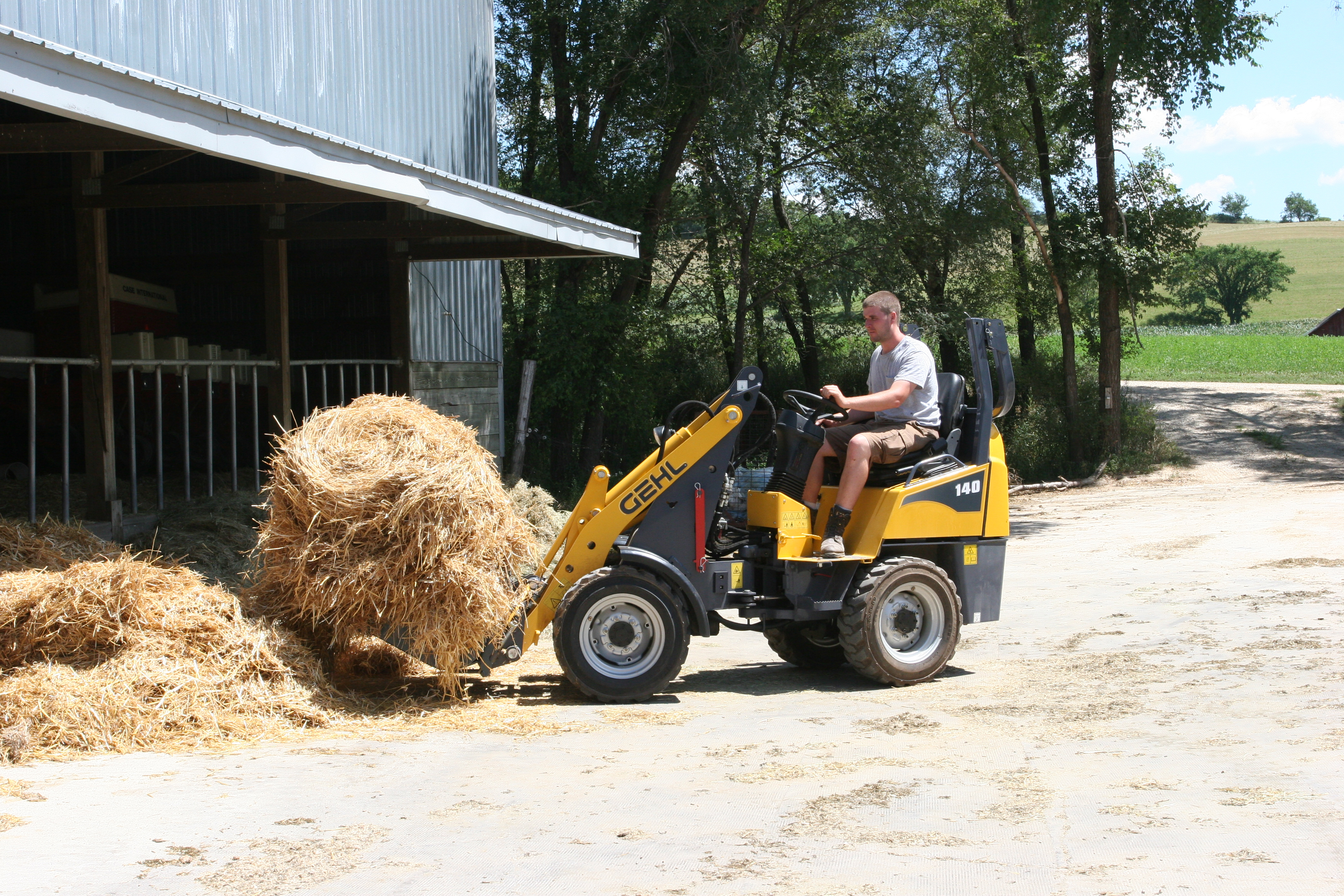
Kloubový nakladač GEHL AL 140, univerzální stroj pro stavebnictví a zemědělství

Společnost GEHL je americký výrobce stavební a zemědělské techniky sídlící ve státě Wisconsin. Nosným výrobním programem společnosti GEHL je produkce smykem řízených kolových a pásových nakladačů, kompaktních kloubových nakladačů a teleskopických manipulátorů dále vyrábí pásové dumpery, minirypadla a finišery.

## Historie
Historie společnosti se datuje od roku 1869, kdy v malé kovářské dílně bylo započato s výrobou zemědělské techniky.
- v roce 1969 přestavila společnost GEHL první smykem řízený nakladač
- v roce 1997 koupila společnost GEHL jiného amerického výrobce strojů značky Mustang
- v roce 2008 se stala společnost GEHL součástí skupiny Manitou Group
- v roce 2012 představila společnost GEHL největší smykem řízený nakladač GEHL V400

## Výroba
- Hlavní výrobní závod je situován ve městě West Bend, stát Wisconsin, USA.

## Výrobní řada
- SL – smykem řízené nakladače kolové
  - standardní typy: GEHL R105, R135, R150, R165, R190, R220, R260
  - typy s vertikálním zdvihem: GEHL V270, V330, V400
- RT – smykem řízené nakladače pásové
  - typy: GEHL RT 175, RT 210, RT 250
- AL – kompaktní kloubové nakladače
  - typy se standardním ramenenm: GEHL AL 140, 240, 340, 440, 540, 650, 650
  - typy s teleskopickým ramenem: GEHL AL T650, T750
- DL, RS – teleskopické manipulátory (nejsou určeny pro evropský trh)
- Z – pásová minirypadla (nejsou určena pro evropský trh)
- RD – pásové dumpery
- F – finišery

## Zastoupení v ČR
- Výhradní zastoupení pro průmysl a stavebnictví – NET spol. s r.o.
- Výhradní zastoupení pro zemědělství – Moreau Agri spol. s r.o.